# Sé Velha
Sé Velha (Stará katedrála, též kostel Nanebevzetí Panny Marie, portugalsky Nossa Senhora da Assunção) je katolický kostel v portugalské Coimbře. Byl postaven v polovině 12. století v románském slohu a je zasvěcen Nanebevzetí Panny Marie. Až do roku 1772, kdy byl chrám bývalé jezuitské koleje povýšen na novou katedrálu Sé Nova, sloužil kostel Sé Velha jako katedrála diecéze Coimbra. V roce 1910 byl prohlášen národní památkou Portugalska.

## Historie

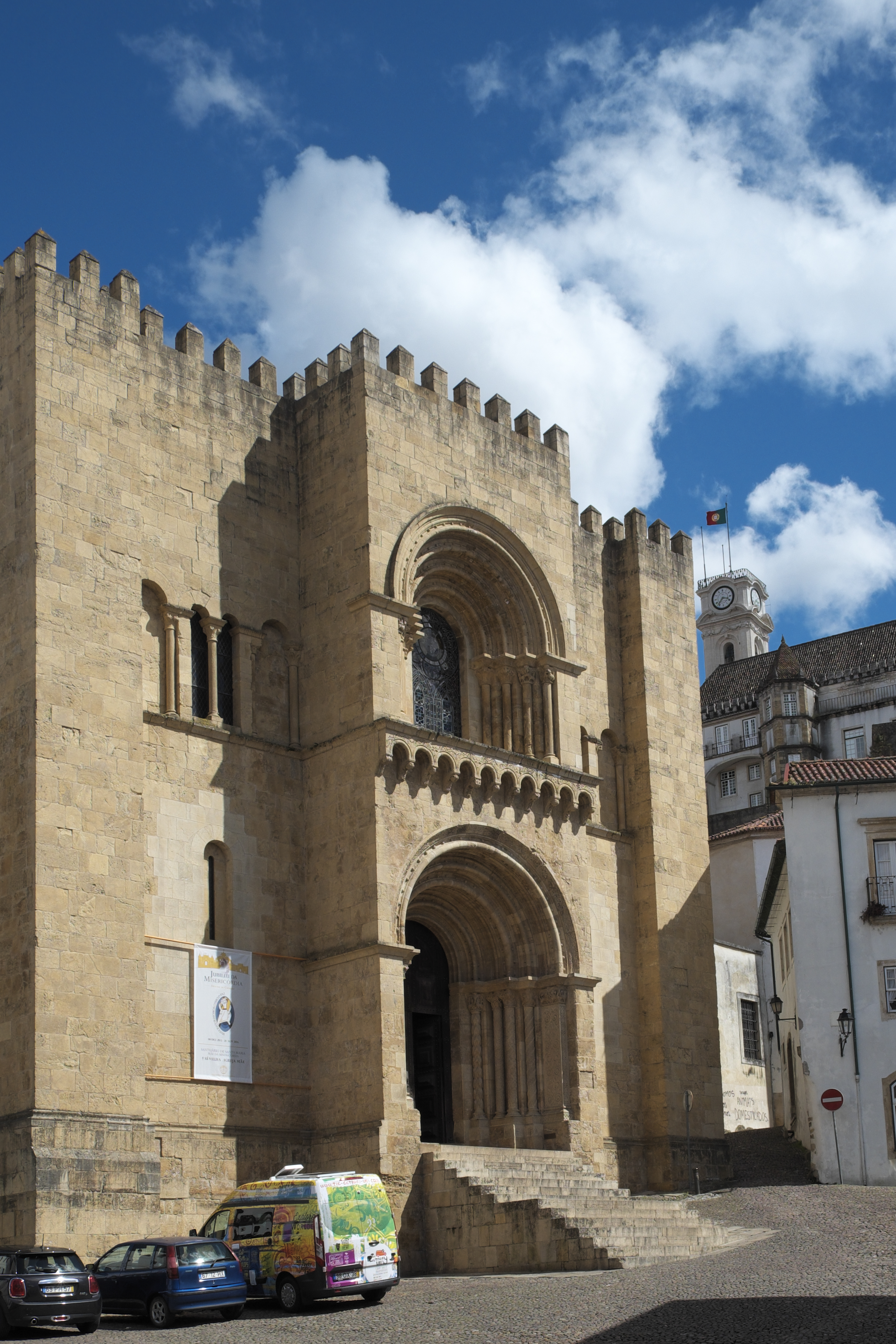
Vchod

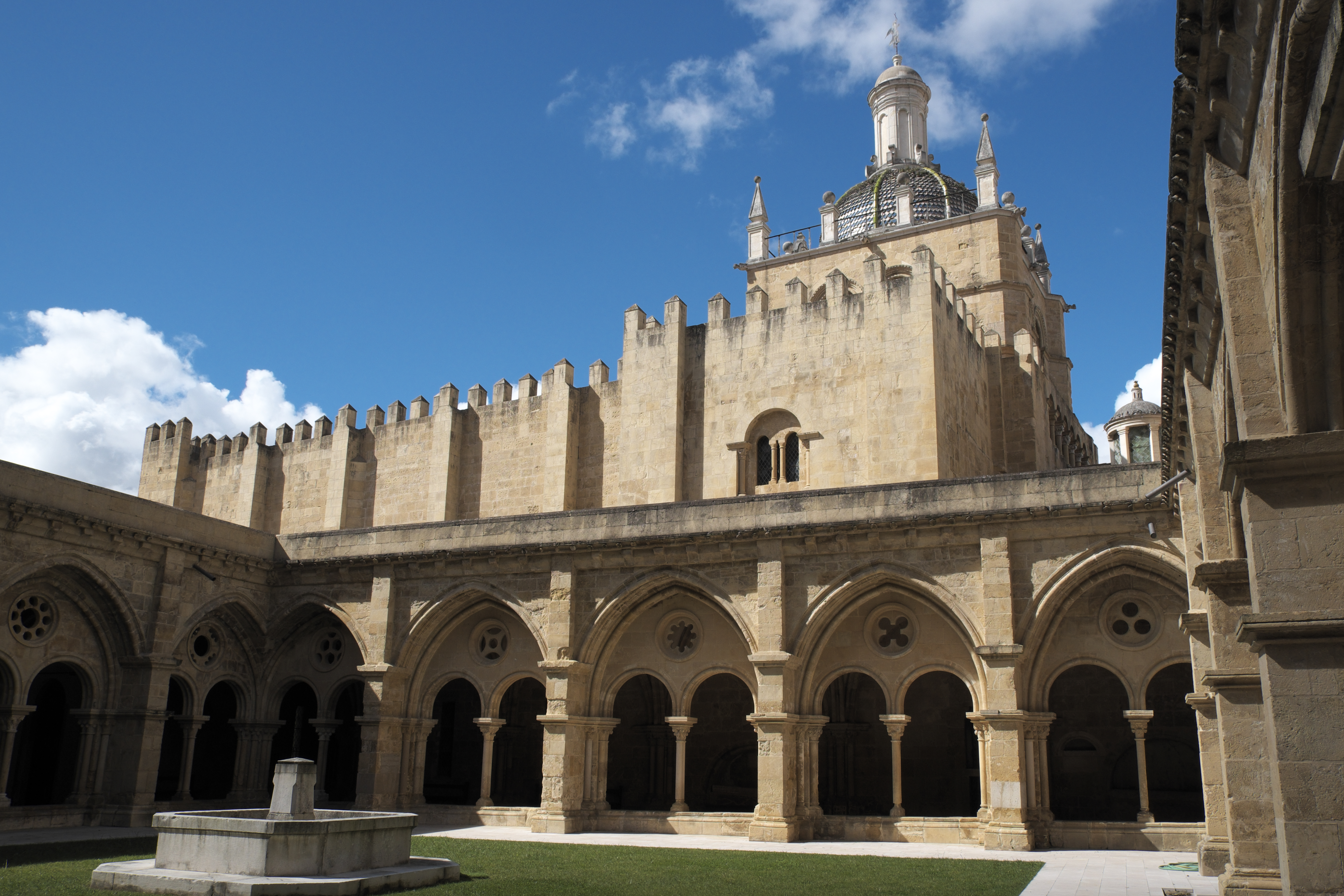
Ambit

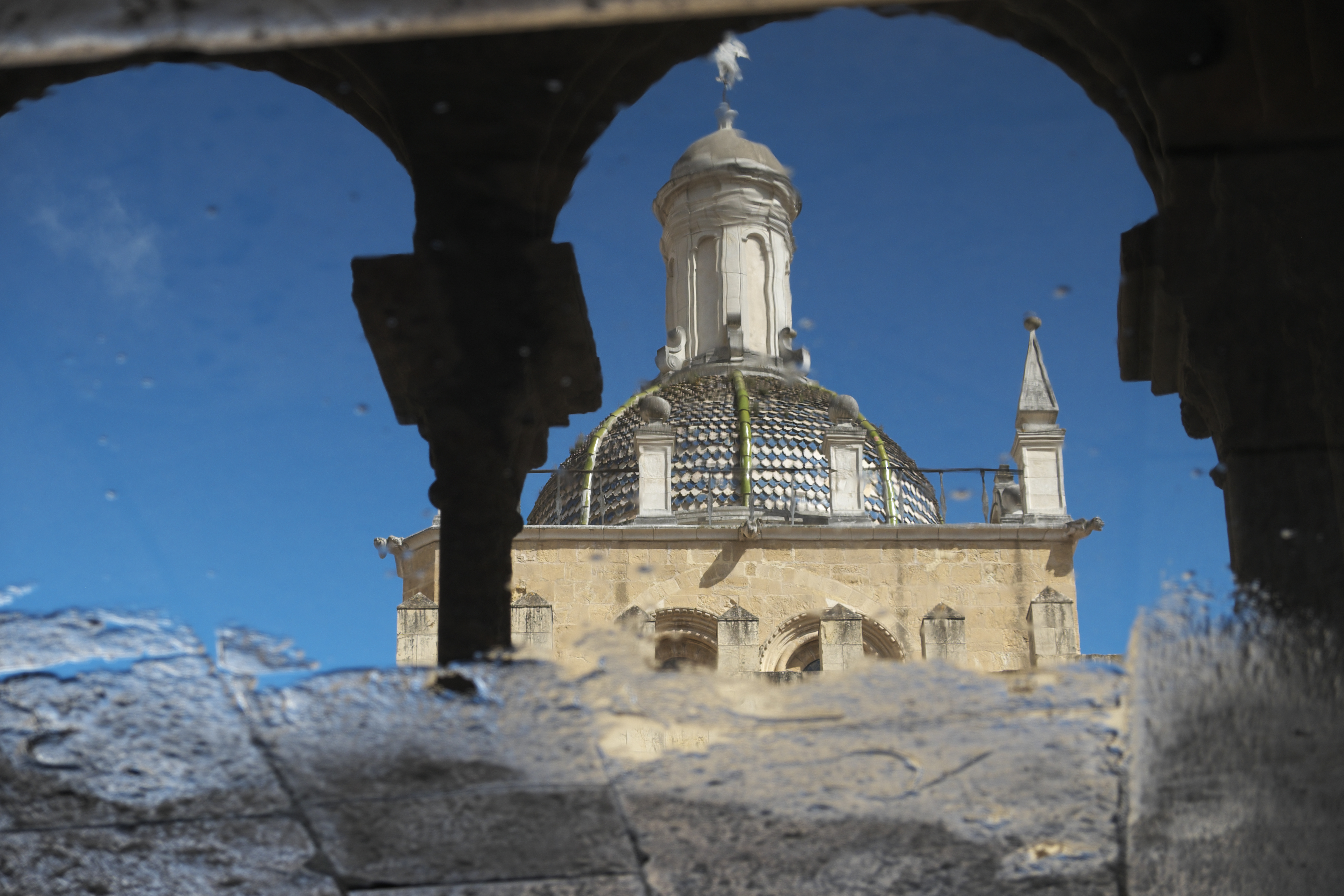
Věž s lucernou nad křížením

Po zničení římského města Conimbriga v roce 468 Svéby byl biskupský stolec v 6. století přemístěn do Aeminia, dnešní Coimbry. Prvním doloženým biskupem z Coimbry byl Lucêncio, který se zúčastnil synody v Braze v roce 561 i následující v roce 572. Diecéze pravděpodobně existovala i za maurské nadvlády, tzn. od dobytí Pyrenejského poloostrova muslimy v roce 711 až do prvního křesťanského znovudobytí Coimbry v roce 878, a pak opět v období let 987 až 1064, kdy město znovu dobyl kastilský král Ferdinand I. Předchůdcem staré katedrály byl pravděpodobně mozarabský kostel, který zde existoval až do doby kolem roku 1140.
O zahájení stavby nebo datu dokončení katedrály Sé Velha se nedochovaly přesné informace. Stavba začala pravděpodobně v prvních letech vlády Alfonse I., který se po bitvě u Ourique a vítězství nad Maury roku 1139 prohlásil prvním portugalským králem a založil Portugalské království. Stavební práce na staré katedrále byly dokončeny pravděpodobně koncem 70. let 12. století. V roce 1185 se zde konala korunovace Sancha I., nástupce Alfonse I.
Na počátku 13. stol. byl vybudován ambit ve stylu přechodu od románského slohu k rané gotice. V první polovině 16. století nechal biskup Jorge de Almeida na severní straně staré katedrály postavit portálovou přístavbu, Porta Especiosa, ve stylu rané renesance. Připisuje se francouzským sochařům jménem Jean de Rouen a Nicolas de Chantereine, kteří spoluzaložili sochařskou dílnu v Coimbře.
Po vyhnání jezuitů z Portugalska v roce 1759 byla zrušena jezuitská kolej v Coimbře a bývalý jezuitský kostel postavený Baltasarem Álvaresem se v roce 1772 stal novým biskupským kostelem místo staré katedrály Sé Velha.

## Kostel

### Exteriér

#### Západní fasáda

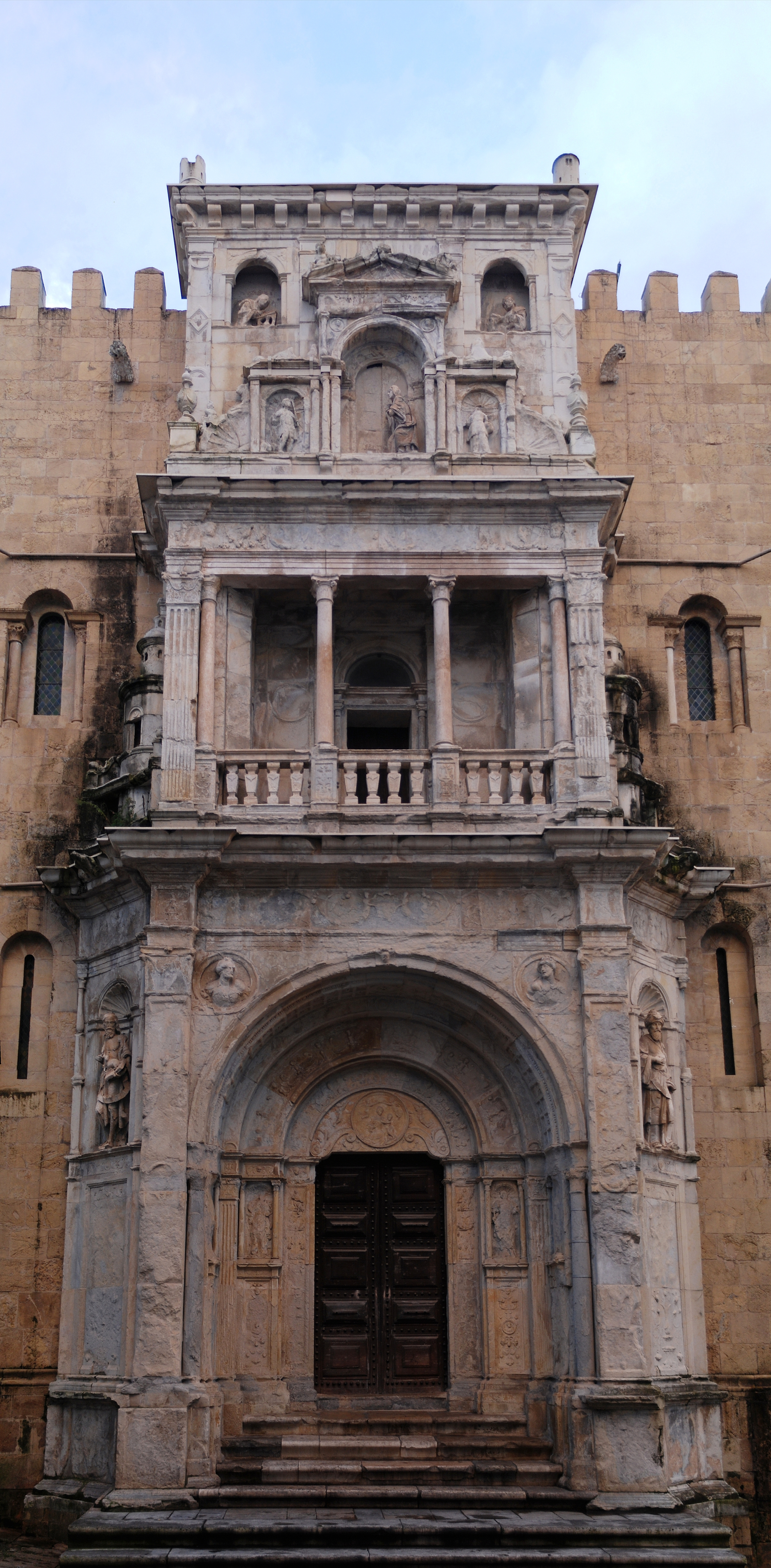
Porta Especiosa

Západní průčelí je rámováno mohutnými věžovitými rizality a stejně jako celá stavba je korunováno cimbuřím, které kostelu dodává vzhled pevnosti. Hlavní portál, obklopený archivoltami a štíhlými sloupy, je pojat jako dvoupodlažní. Dříky sloupů jsou zdobeny geometrickými motivy a úponky, hlavice mají stylizované listy a vyobrazení zvířat. Nad masivní římsou s obloučkovým vlysem a tesanými konzolami se otevírá velké obloukové okno, rovněž orámované archivoltami. Horní patro západního průčelí je proraženo slepými arkádami po obou stranách portálové pavlače a dvojitým oknem uprostřed.

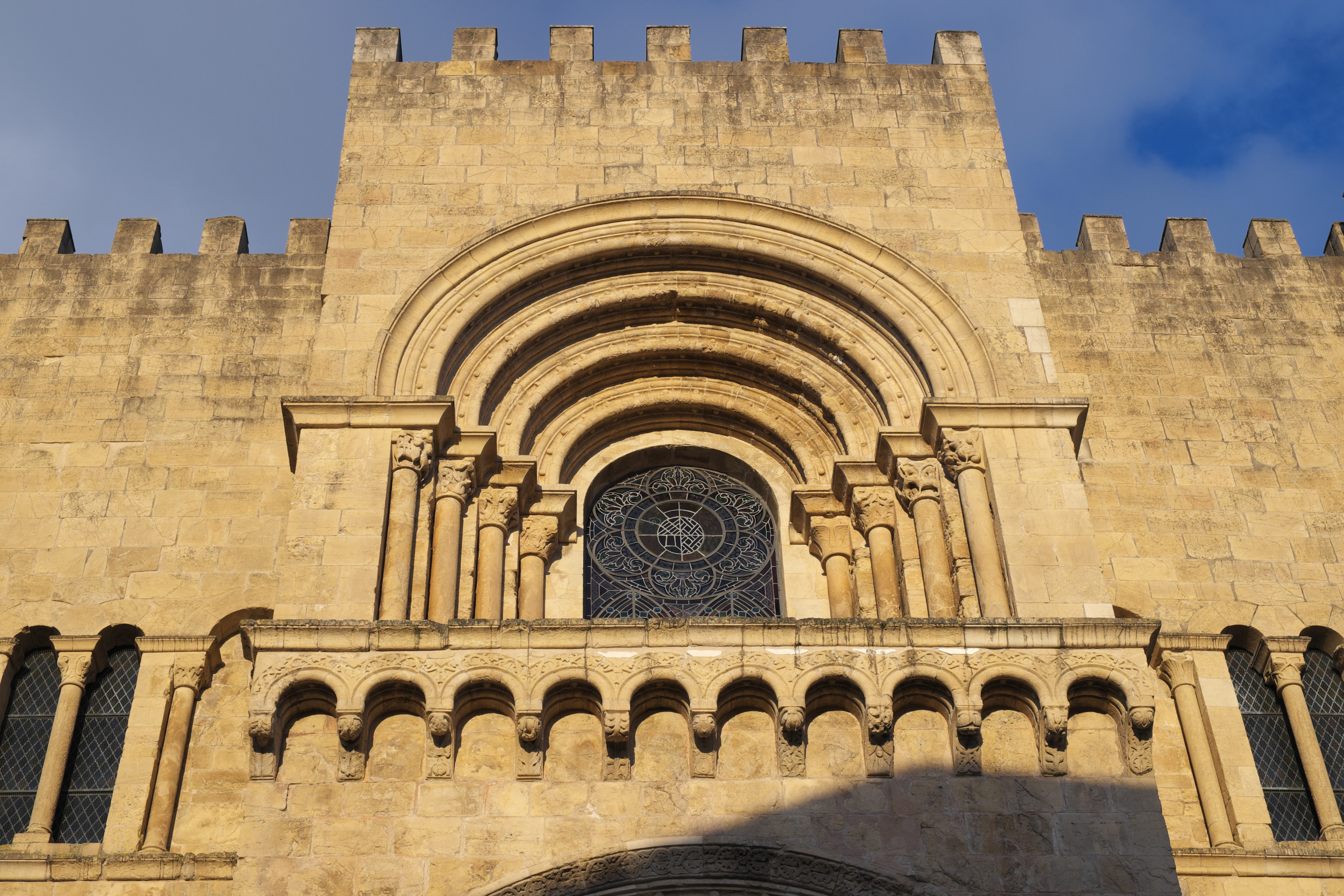
Obloukový vlys a okna na západní fasádě
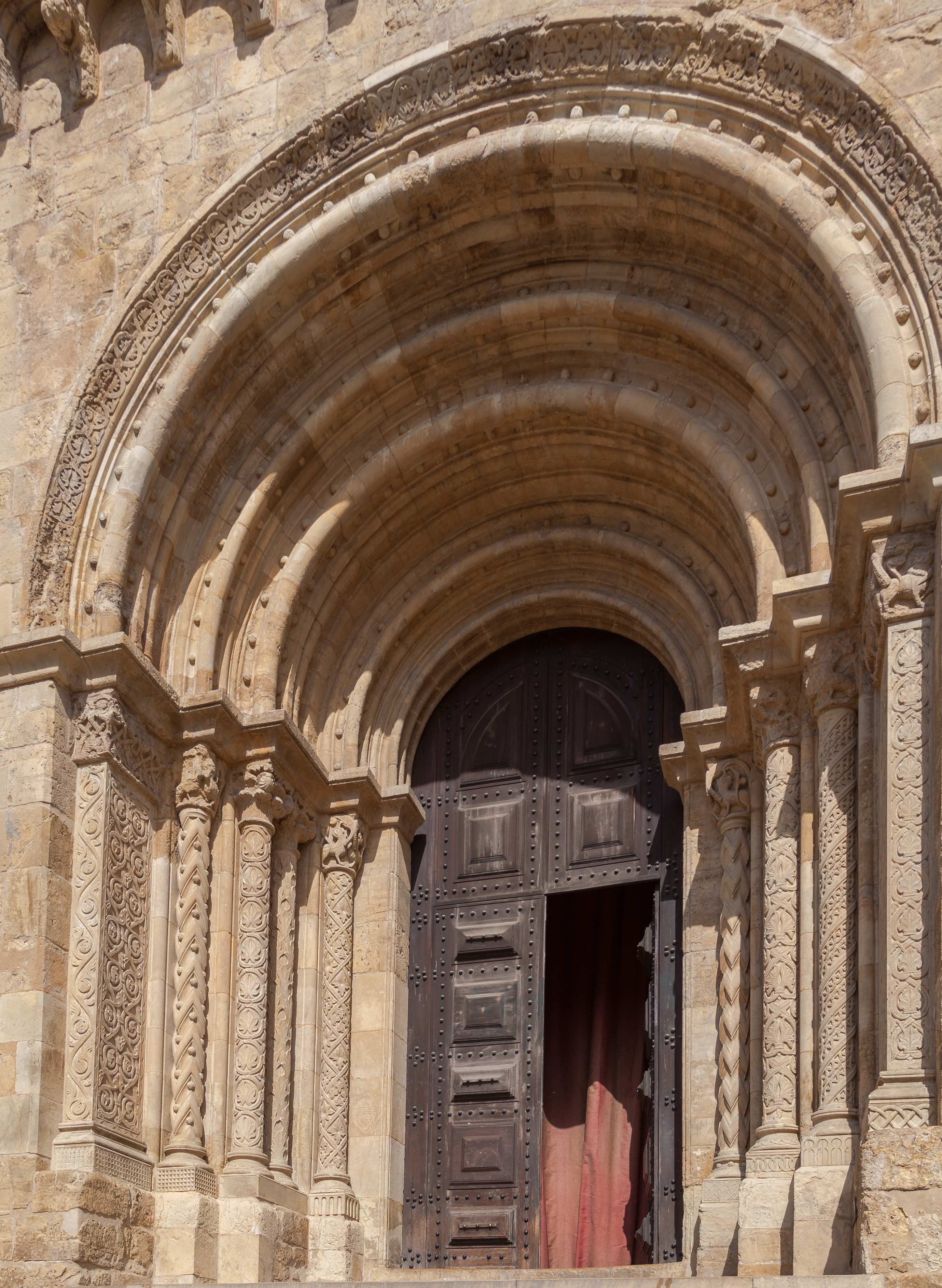
Hlavní portál na západním průčelí
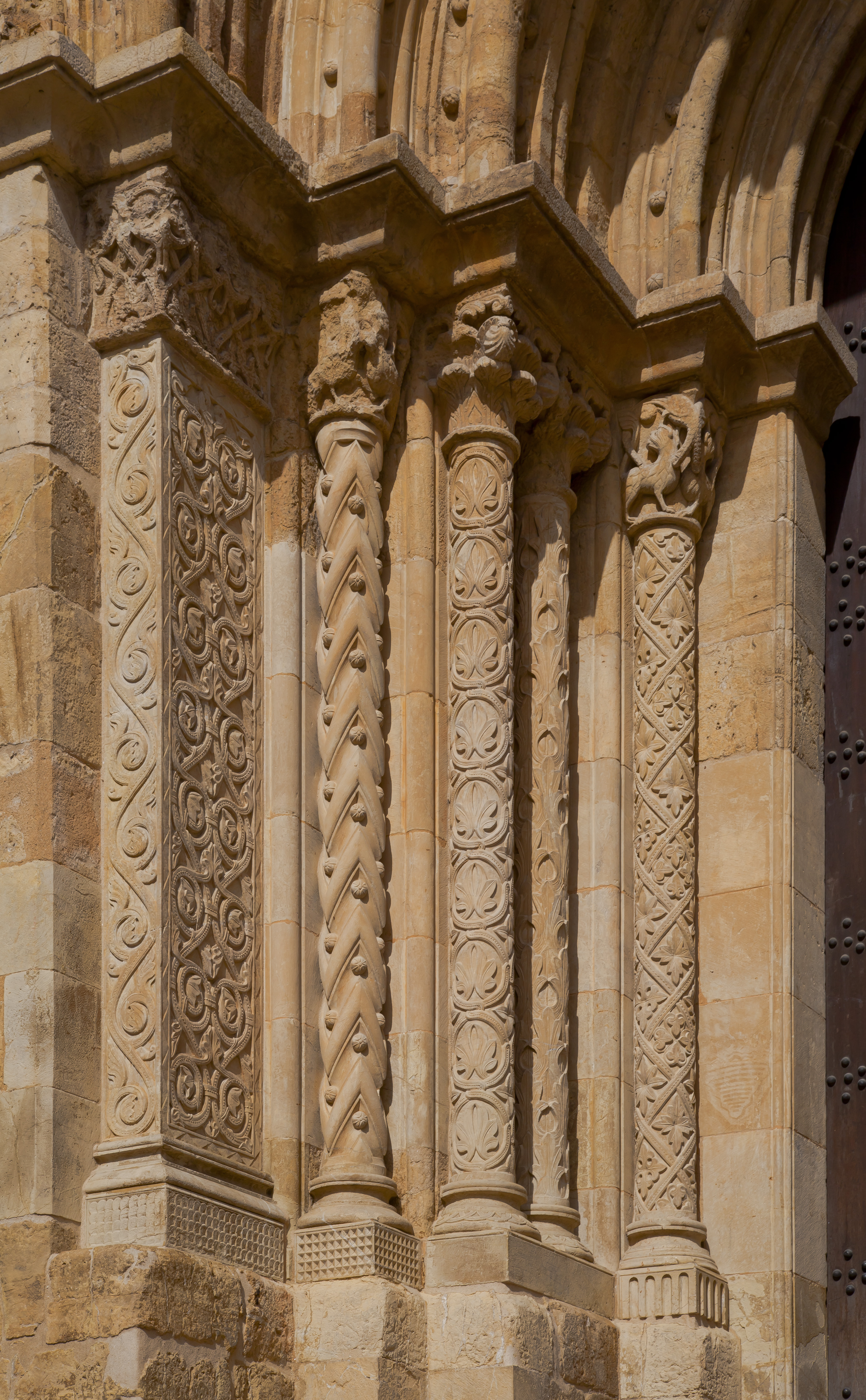
Sloupoví hlavního portálu

#### Porta Especiosa
Porta Especiosa je rozdělena do tří podlaží. V přízemí je zasazen obloukový portál orámovaný několika archivoltami a zdobený groteskami a medailony. Na tympanonu je vyobrazena Madona s dítětem. Postavy ve dvou vnějších výklencích představují Jana Křtitele a proroka Izajáše. Druhé podlaží tvoří otevřený sál s balustrádou a kladím podepřeným čtyřmi sloupy a dvěma kanelovanými nárožními pilastry. Třetí podlaží mírně ustupuje a dosahuje až k cimbuřím katedrály. Uprostřed je umístěn vítězný oblouk s ornamentálním štítem, po stranách jsou uspořádány kruhově klenuté otvory a výklenky, které jsou zdobeny sochami, z nichž některé jsou značně poškozené.

#### Severní průčelí transeptu

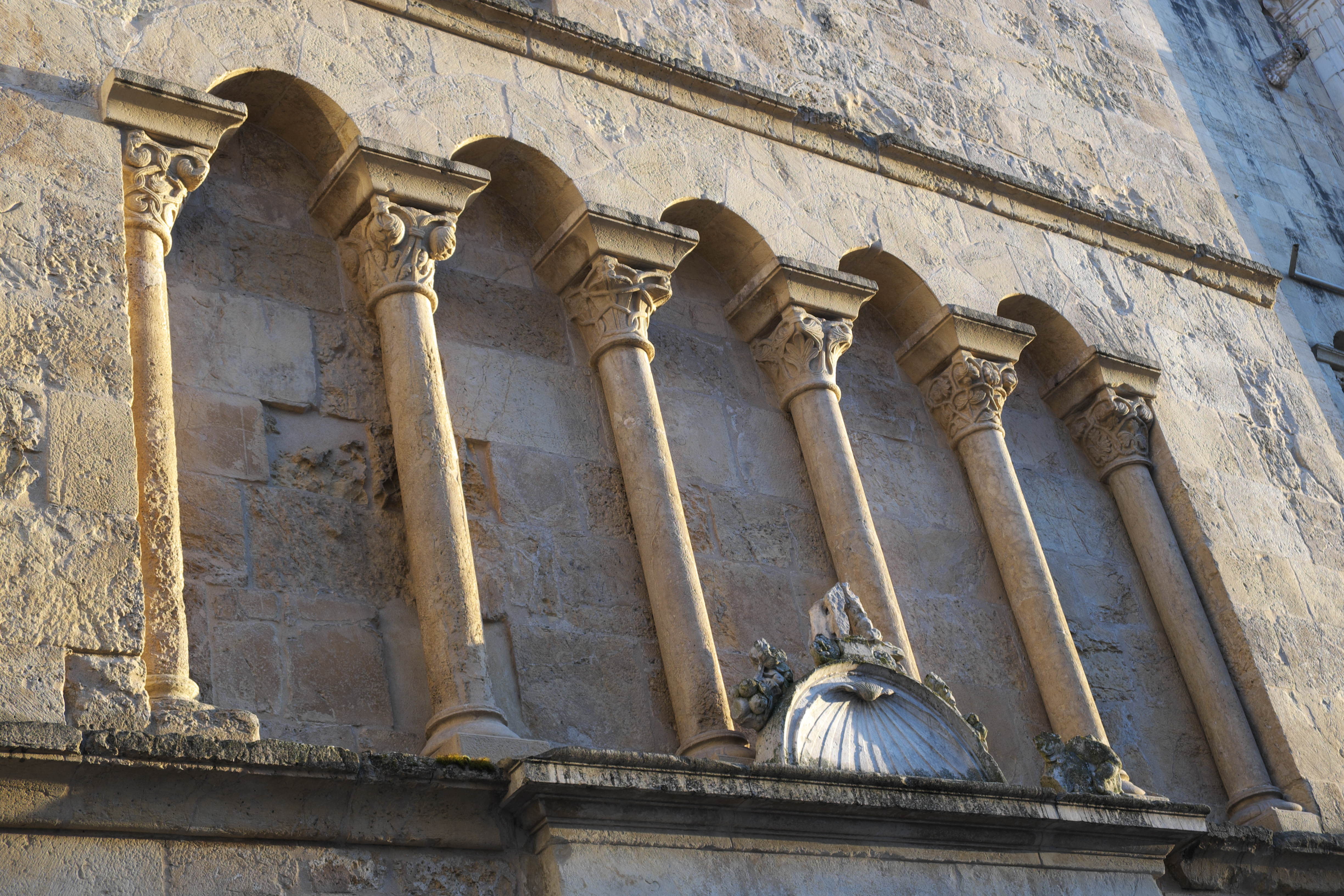
Arkády na severním průčelí transeptu

Průčelí severní části transeptu je rovněž členěno římsami do tří podlaží. V nejvyšším patře je do výklenku prolomeno dvojité okno, které uprostřed spočívá na dvojitých sloupech. Překlenuje jej široký oblouk, který spočívá na štíhlých sloupech zdobených hlavicemi . Pod dvojitým oknem jsou uspořádána další tři klenutá okna. Téměř celé střední patro zabírá pět arkád s náročně vyřezávanými hlavicemi sloupů. V přízemí se otevírá portál svaté Kláry. Je rámován dvěma kanelovanými nárožními pilastry a dvěma sloupy a je zaklenut kazetovým kruhovým obloukem. Na tympanonu je vyobrazena svatá Klára.

### Interiér
Chrám má tři lodě a je rozdělen do pěti polí. Boční lodě jsou zaklenuty křížovými klenbami, střední loď má valenou klenbu, která spočívá na mohutných obloucích podepřených polosloupy. V galeriích nahoře se do hlavní lodi otevírají dvojité arkády, jež jsou neseny osmibokými pilíři. K lodi přiléhá mírně vystupující transept a chór se třemi půlkruhovými apsidami různých velikostí. Křížení nese kopuli s lucernou, která je zvenčí pokryta bílomodrými keramickými dlaždicemi.

V kostele se nachází asi 380 vyřezávaných hlavic sloupů, které jsou zdobeny rostlinnými motivy a vyobrazeními zvířat, zejména ptáků uspořádaných do párů. Na jedné hlavici je zobrazen pár kentaurů.

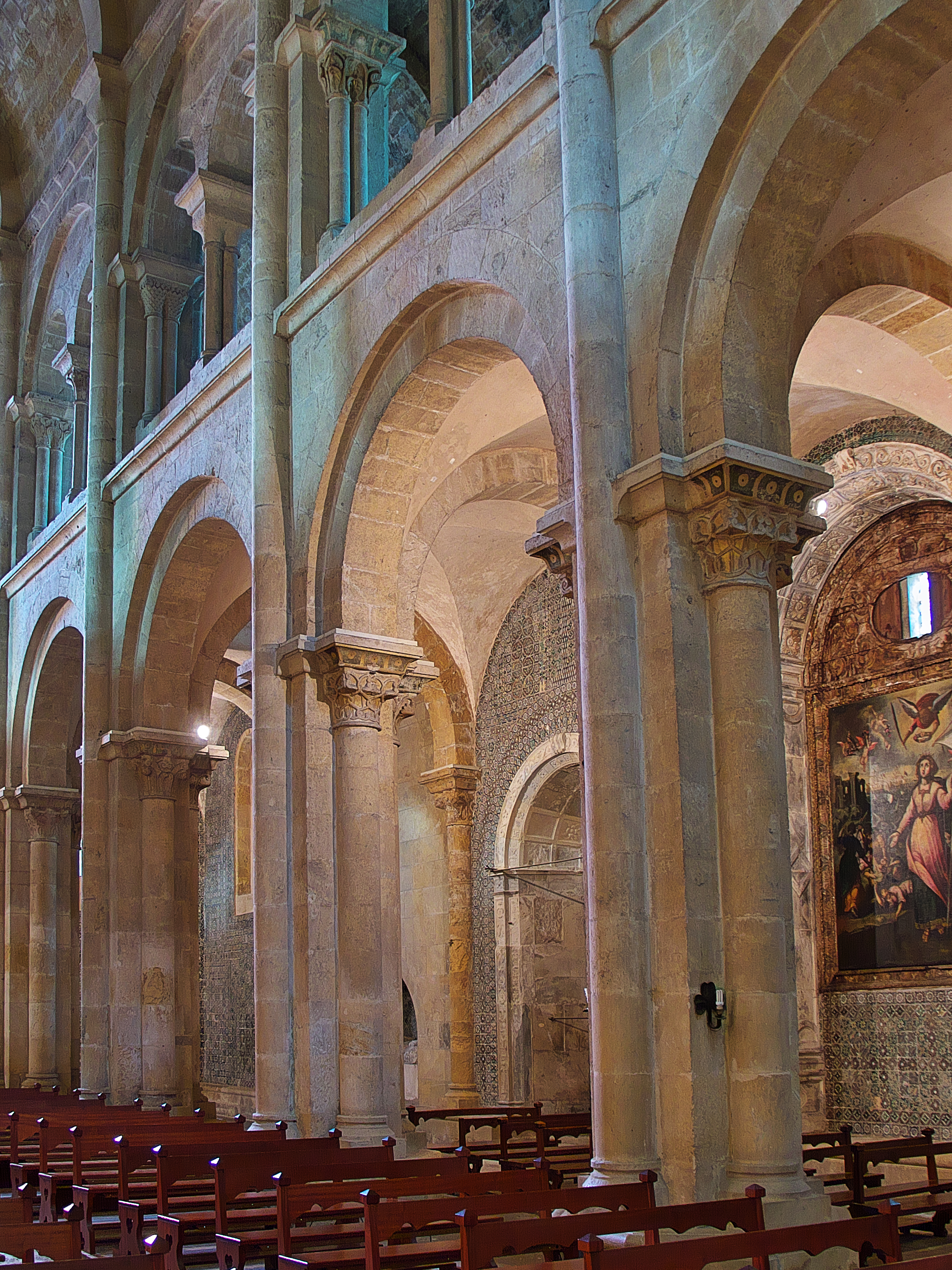
Arkády
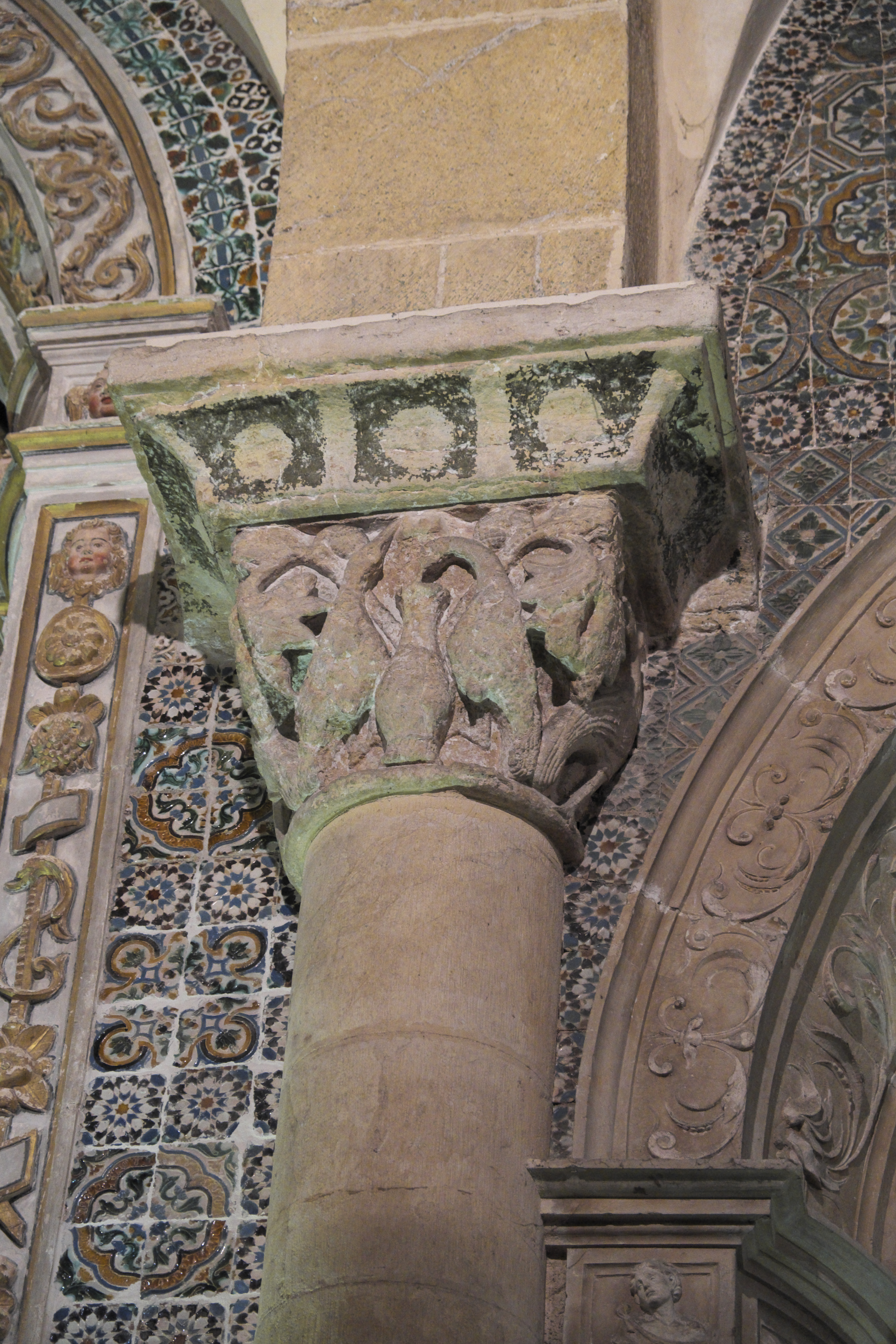
Ptáci pijící ze společné nádoby
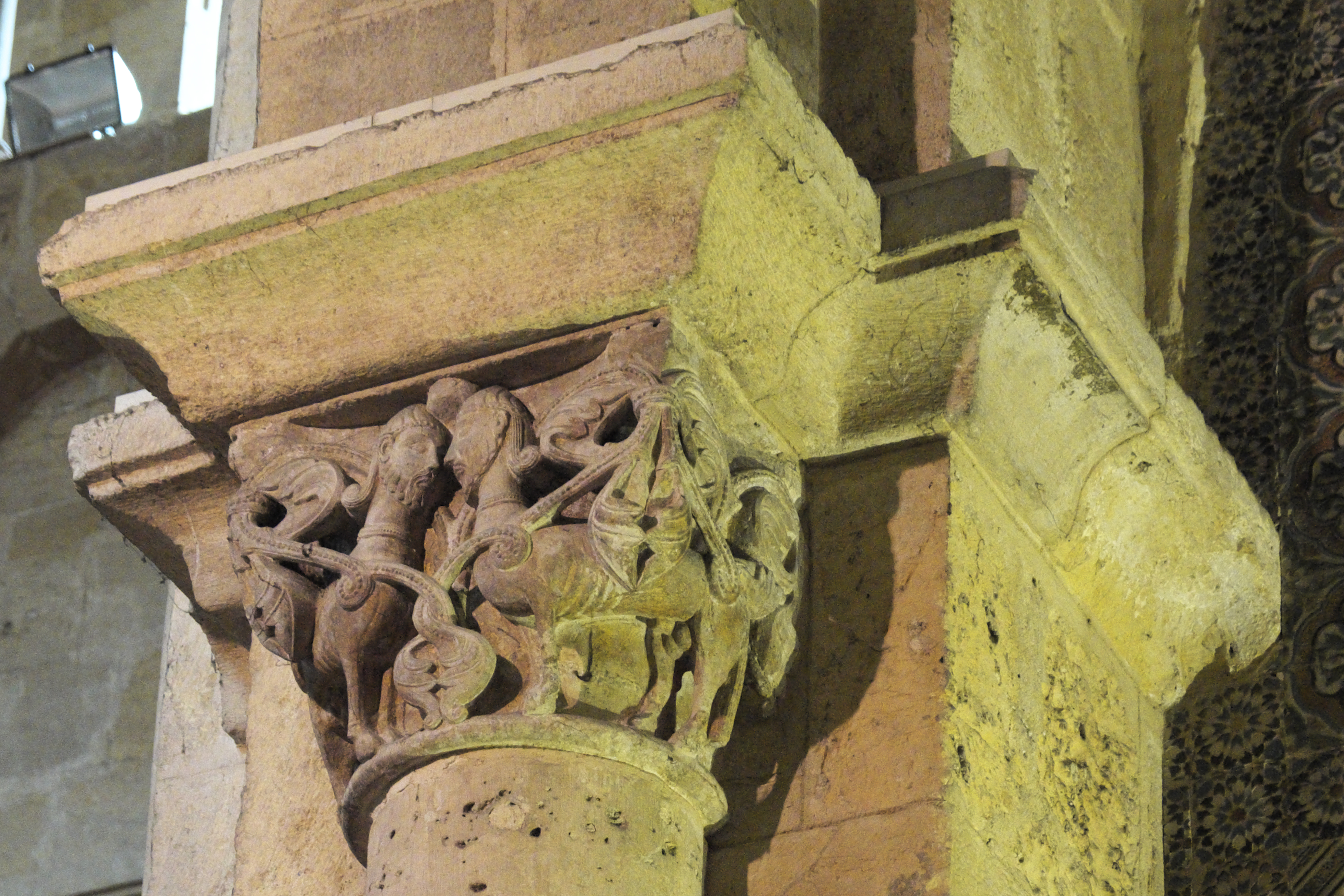
Pár kentaurů

### Vybavení

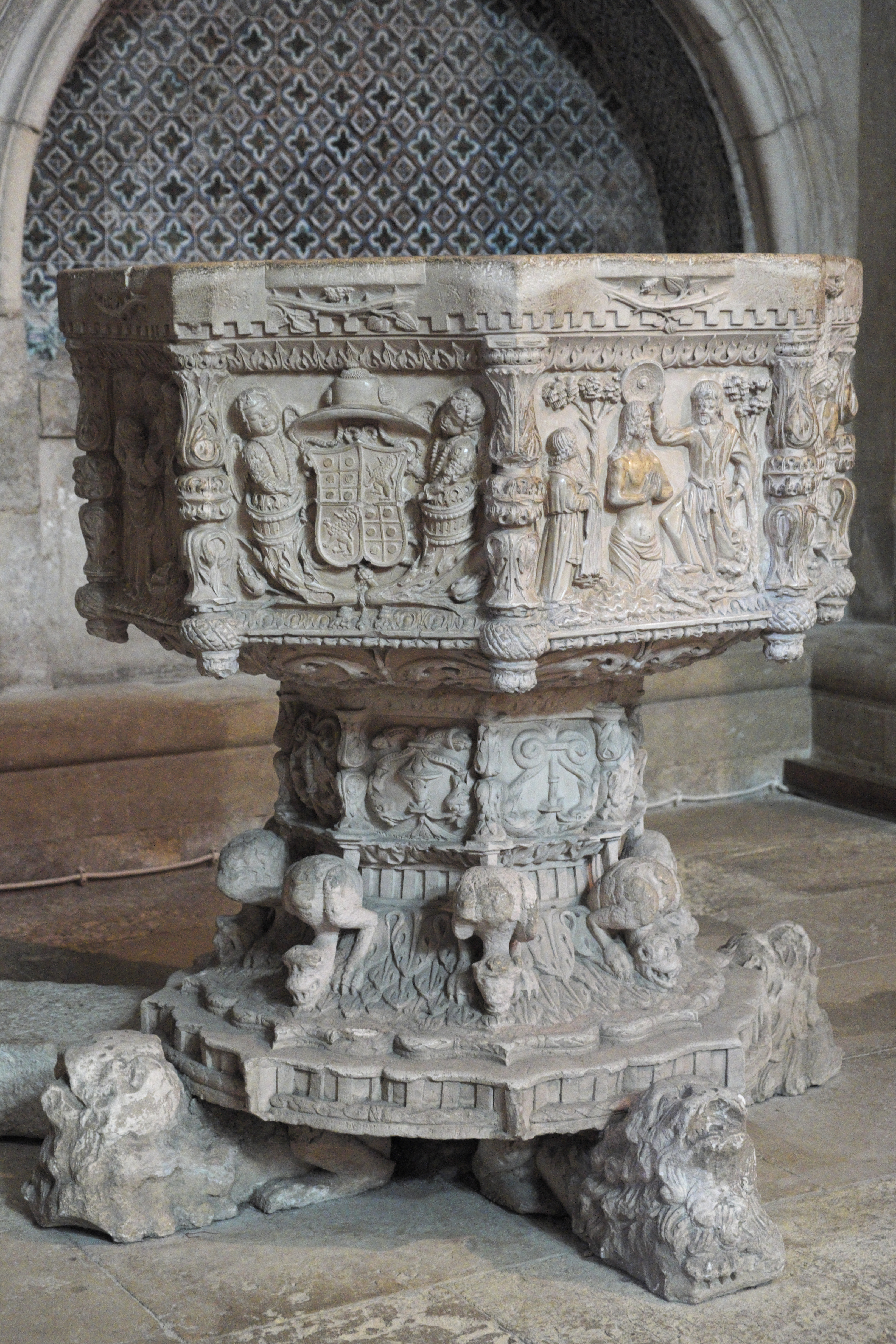
Křtitelnice

- Východní stěnu hlavní apsidy téměř celou zabírá pozdně gotický retábl zobrazující Nanebevzetí Panny Marie. Vytvořili jej v roce 1508 vlámští sochaři Olivier z Ghentu a Jan z Yper.
- Retábl pravé boční apsidy, kaple se svatostánkem, zaklenuté kazetovou kupolí, vytvořil v roce 1566 Jean de Rouen. Sahá téměř ke kupoli a zobrazuje Ježíše Krista a apoštoly .
- Retábl levé boční apsidy, kaple sv. Petra, s hrobkou biskupa Jorge de Almeida vytvořil Nicolas Chantereine. Scény představují epizody ze života apoštola Petra.
- Křtitelnice pochází ze 16. století. Základna je zdobena chimérami a podepřena čtyřmi lvy. Na reliéfech vodní nádrže je vyobrazen Ježíšův křest a erby.

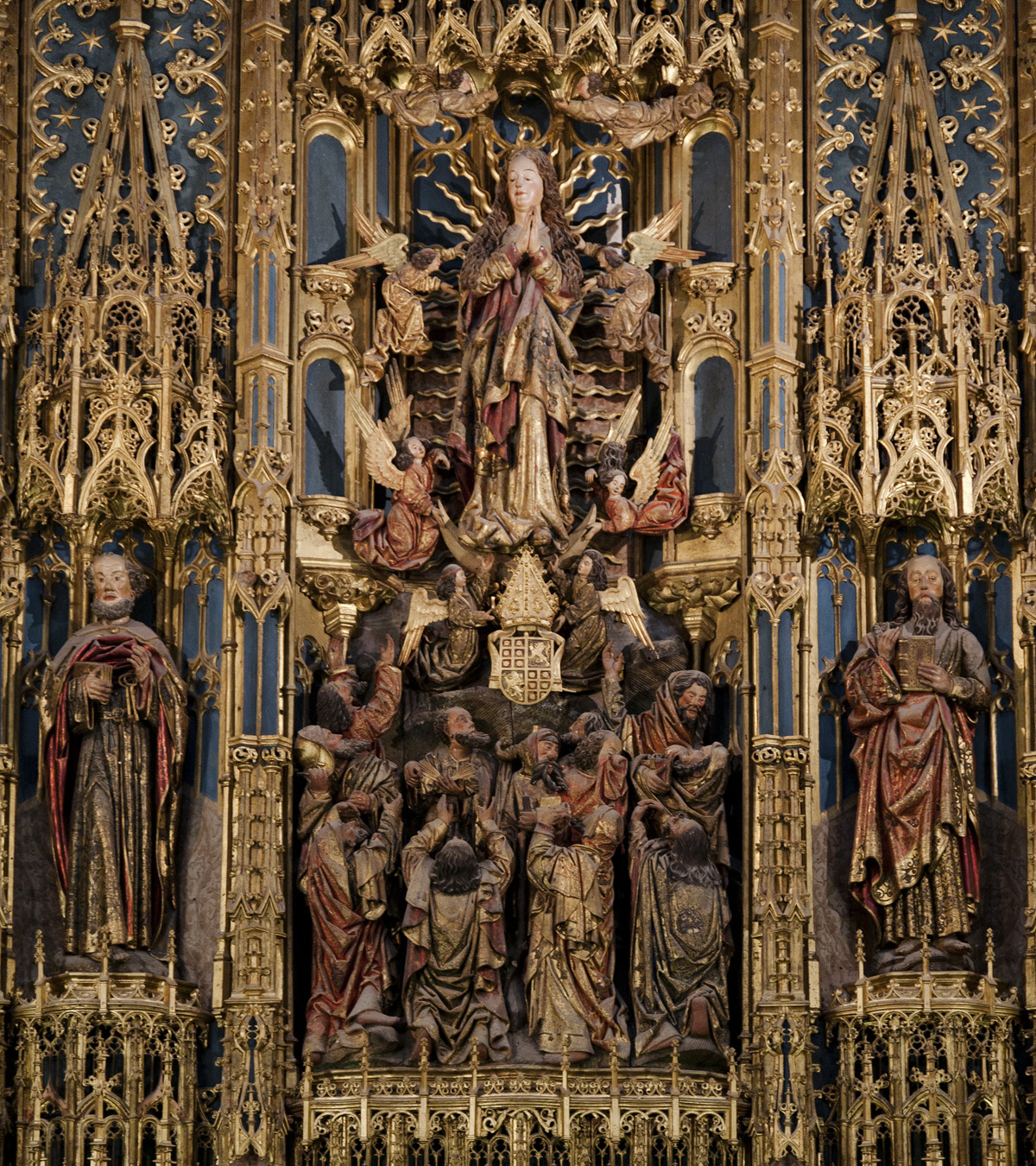
Hlavní oltář
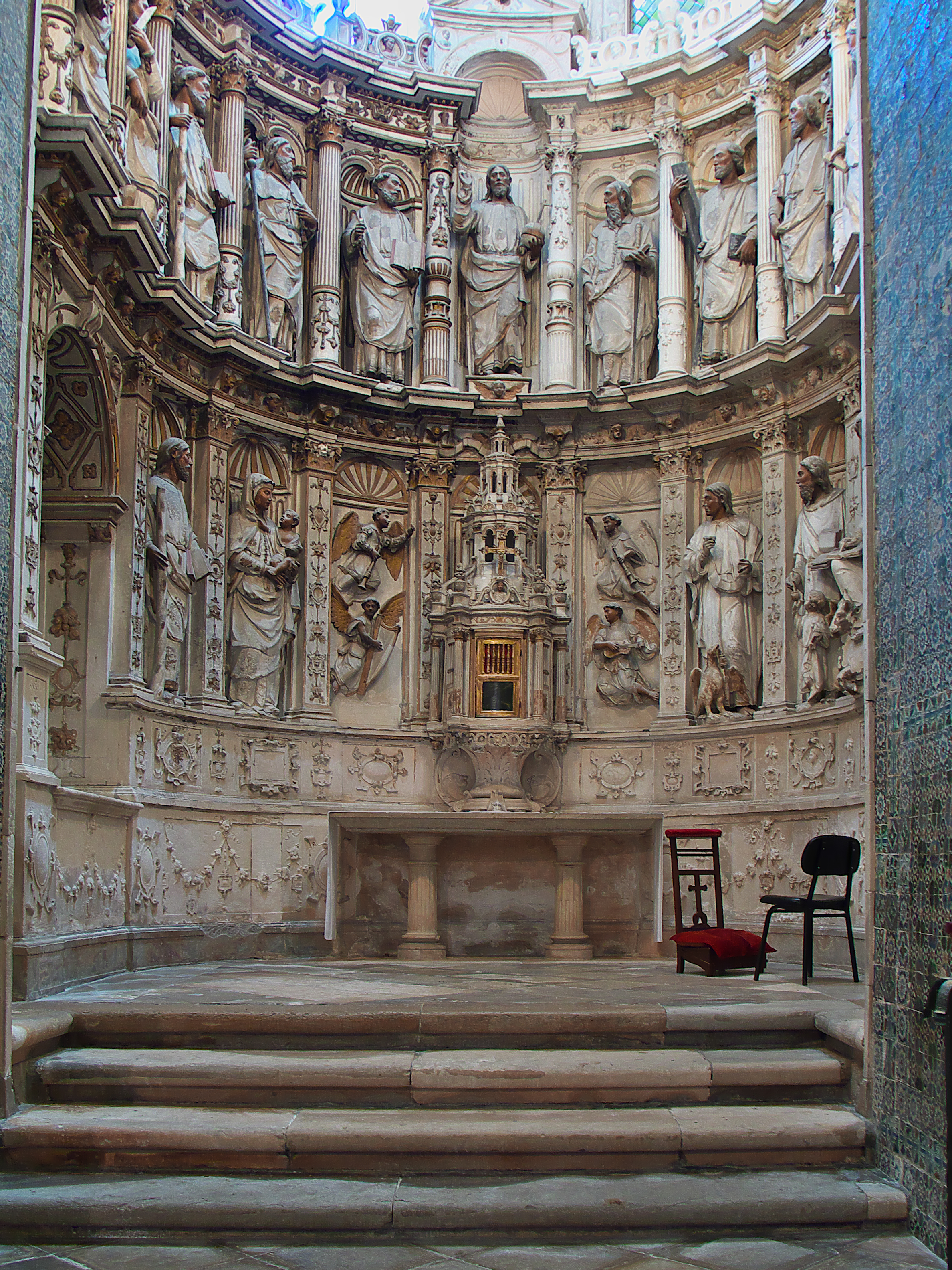
Oltář kaple se svatostánkem
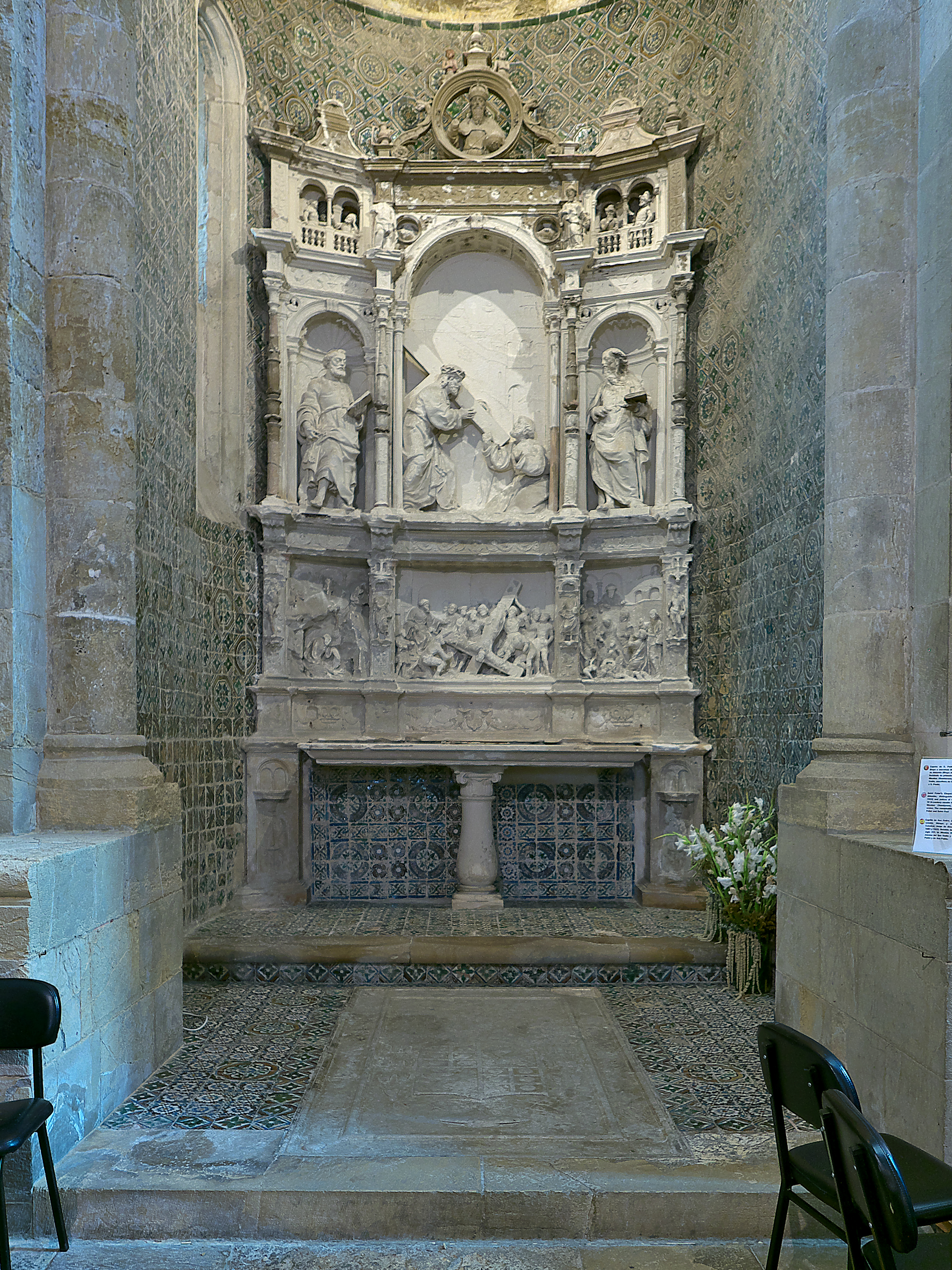
Oltář kaple svatého Petra

## Křížová chodba

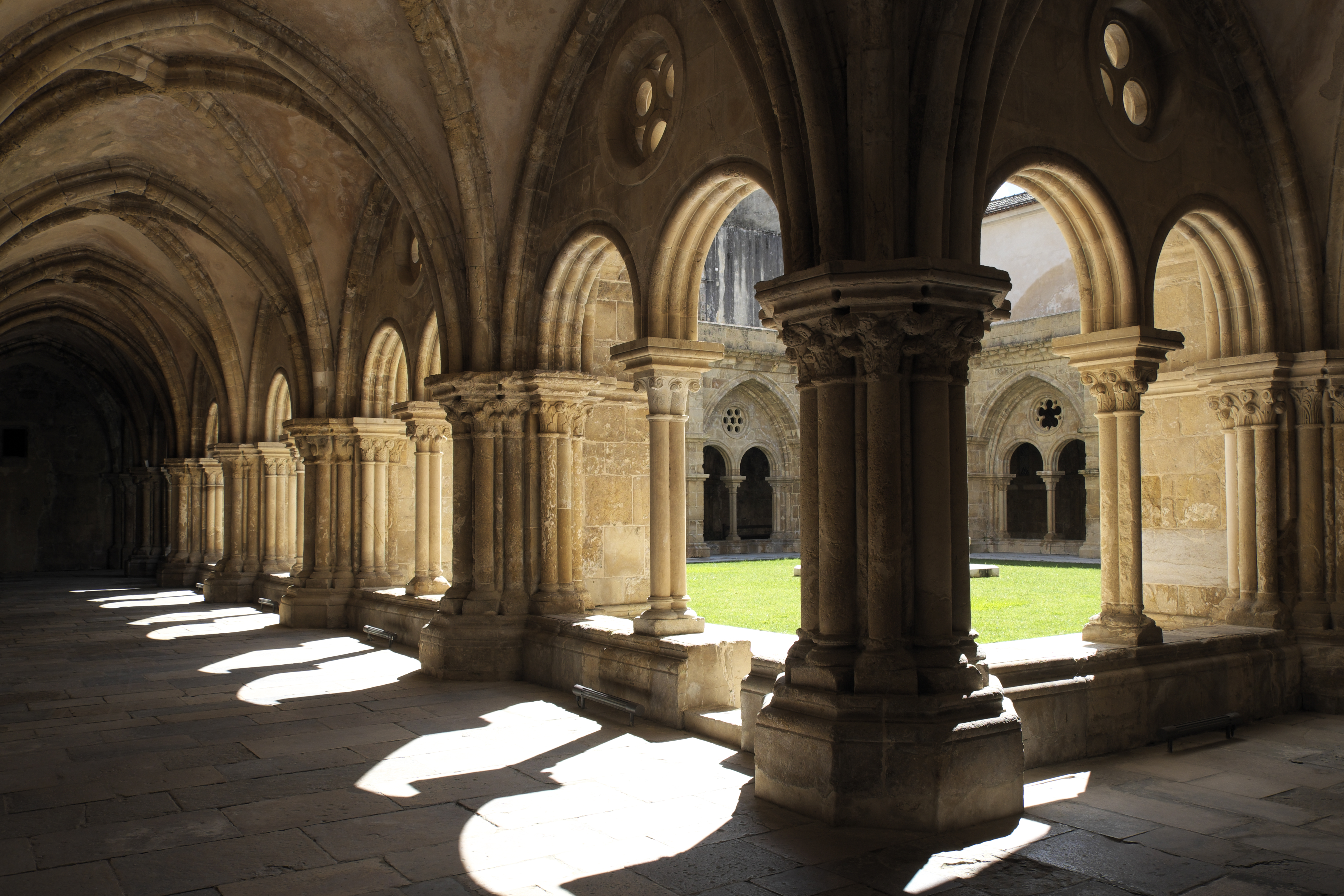
Křížová chodba

Křížová chodba má půdorys čtverce. Všechny čtyři galerie jsou zaklenuty žebrovými klenbami. Každá část ambitu je členěna pěti okrouhlými dvojitými arkádami, které kryje široký, mírně se zužující oblouk. Do arkádových parapetů jsou prolomeny menší kulaté otvory s různými kružbami.
Špičaté oblouky jsou neseny širokými příporami s osazenými sloupy. Většina sloupů je zdobena listovými hlavicemi. Na jedné hlavici jsou vidět dva lvi, na druhé harpyje se dvěma těly a společnou hlavou. Častým motivem jsou ptáci klovoucí hrozny.
Z ambitu vedou vchody do kaplí, kde byli pohřbíváni kanovníci a další významné osobnosti. V kapli zasvěcené archandělu Michaelovi jsou na svornících klenby vyobrazeni andělé.

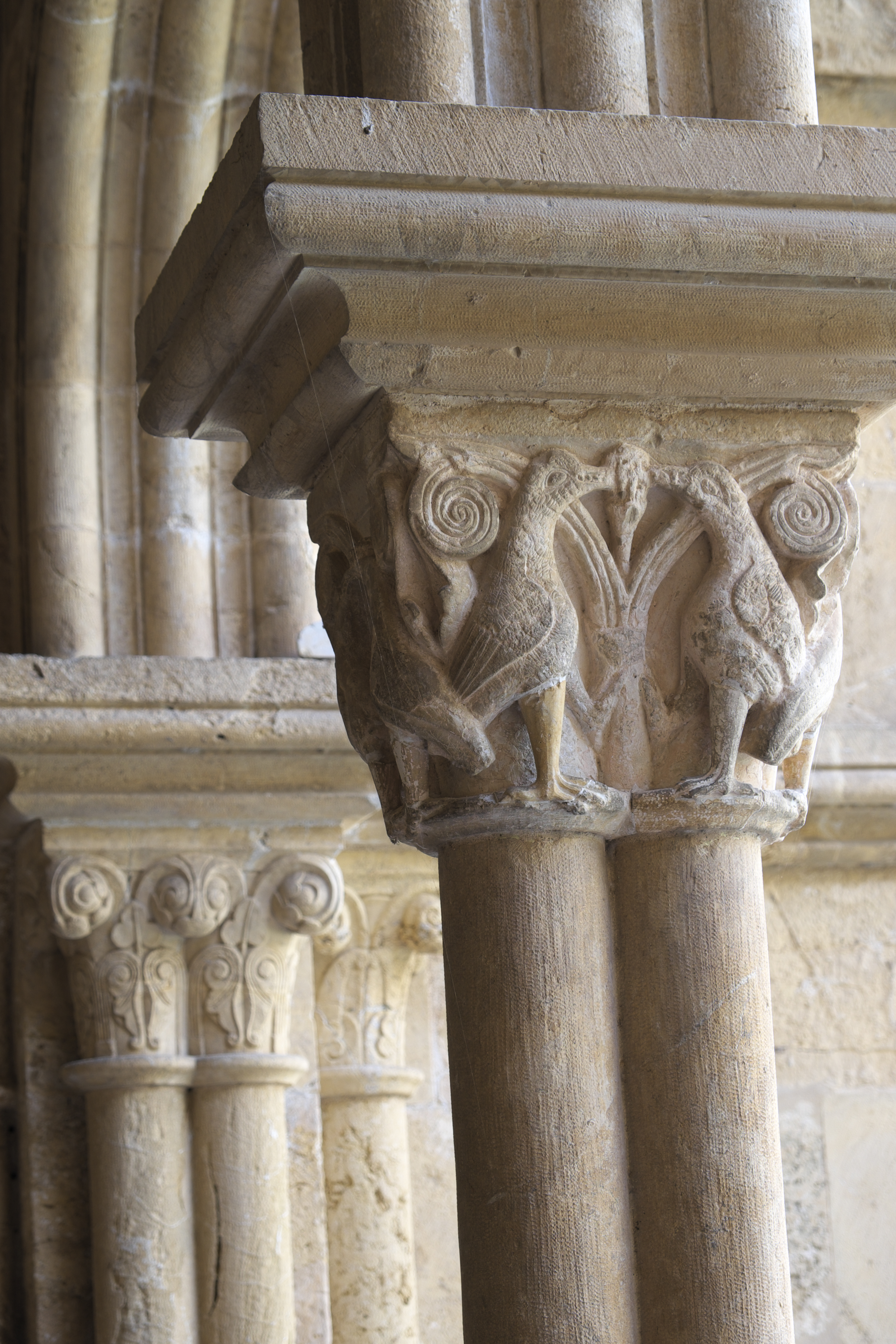
Reliéfní výzdoba hlavic sloupů s motivem ptáci klovajících hrozen
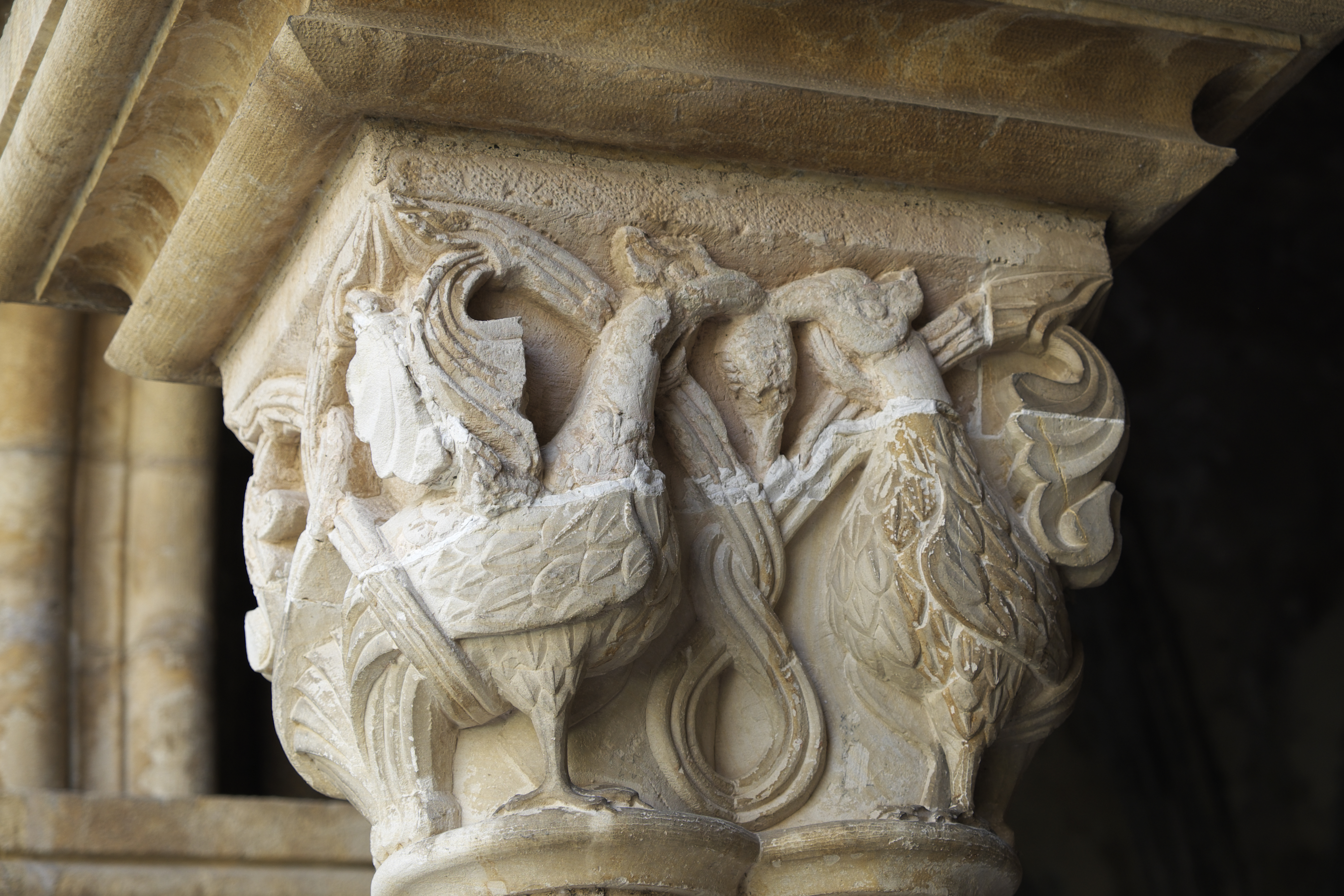
Reliéfní výzdoba hlavic sloupů s motivem ptáci klovajících hrozen
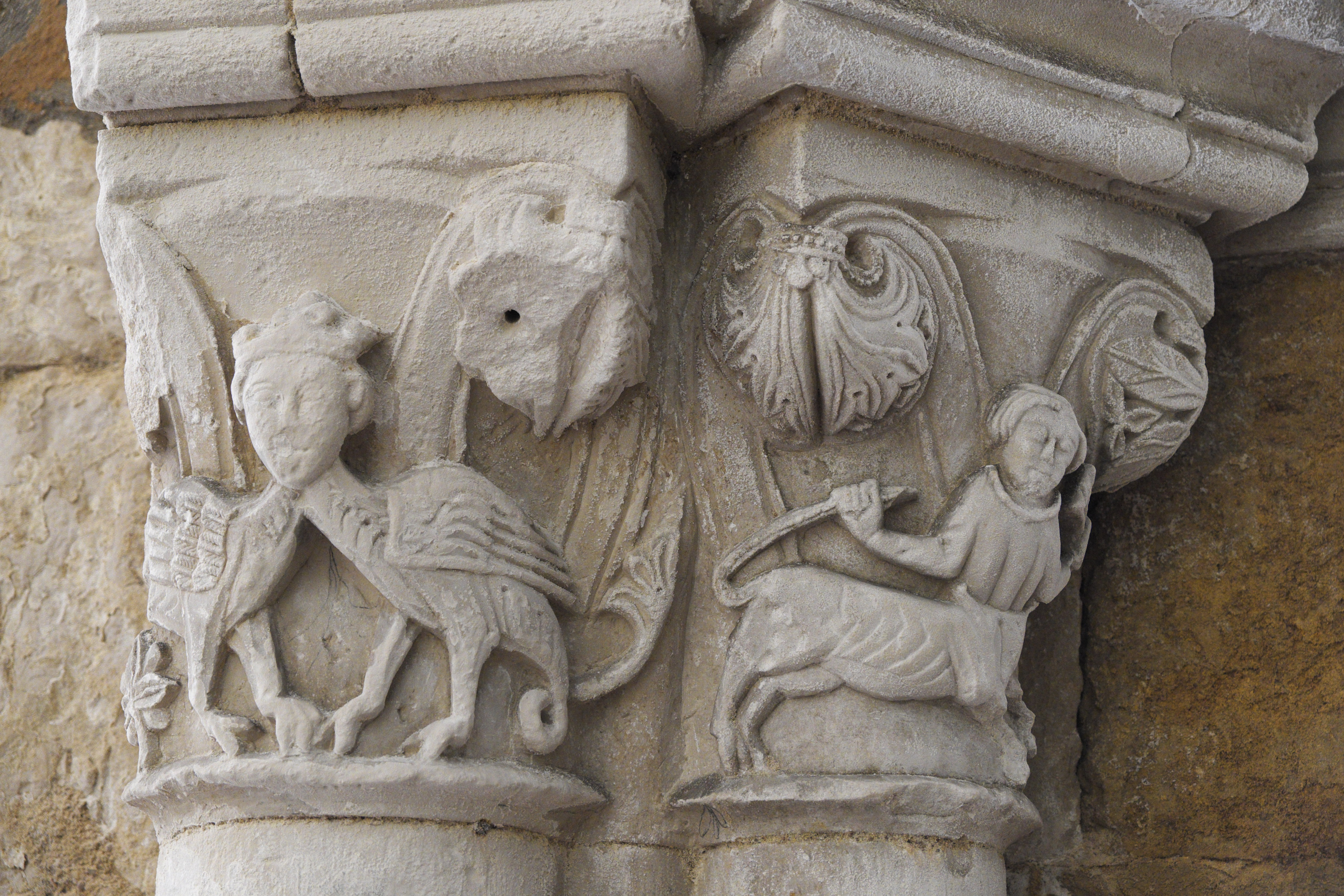
Harpyje a pololidský tvor